# Cai Weiyan
Cai Weiyan (chiń. 蔡维艳; ur. 25 października 1973 w Anhui) – chińska lekkoatletka, specjalizująca się w skoku o tyczce.

## Osiągnięcia
- brązowy medal halowych mistrzostw świata (Paryż 1997)
- srebro Uniwersjady (Sycylia 1997)
- złoty medal igrzysk azjatyckich (Bangkok 1998)

## Rekordy życiowe
- skok o tyczce (stadion) – 4,33 m (1996) były rekord Azji[1]
- skok o tyczce (hala) – 4,35 m (1997) były halowy rekord Azji[1]